# ناو هواپیمابر کلاس ملکه الیزابت

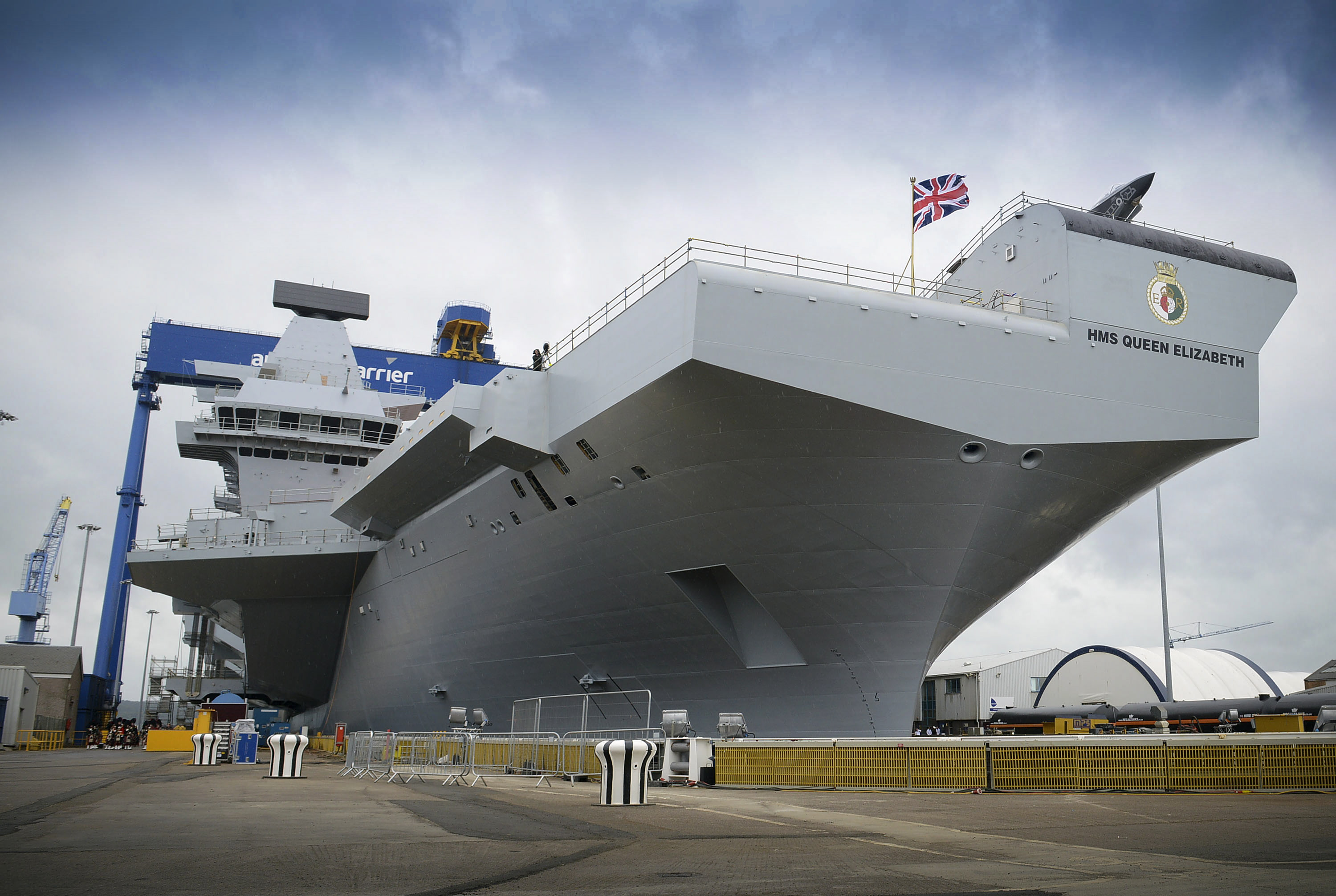
اچ‌ام‌اس ملکه الیزابت، ژوئیهٔ ۲۰۱۴

ناو هواپیمابر کلاس ملکه الیزابت نیروی دریایی پادشاهی بریتانیا از دو کشتی تشکیل شده‌است. کشتی اصلی این کلاس، اِچ‌اِم‌اِس ملکه الیزابت، در ۴ ژوئیهٔ ۲۰۱۴ به افتخار الیزابت یکم نام‌گذاری شد و در ۷ دسامبر ۲۰۱۷ راه‌اندازی شد. کشتی خواهرش، اِچ‌اِم‌اِس پرینس آو ولز در ۱۰ دسامبر ۲۰۱۹ راه‌اندازی شد این دو کشتی اجزای مرکزی گروه تهاجمی هواپیمابر بریتانیا را تشکیل می‌دهند.
ثبت قرارداد این کشتی‌ها در ژوئیهٔ ۲۰۰۷ اعلام شد و به تأخیر چندین ساله بر سر مسائل مربوط به هزینه و بازسازی ساختار کشتی‌های نیروی دریایی بریتانیا پایان داد. این قراردادها یک سال بعد در ۳ ژوئیهٔ ۲۰۰۸، در قالب یک گروه همکاری موسوم به اتحاد ناو هواپیمابر با مشارکت باب‌کوک اینترنشنال، گروه تالس، گروه ای‌اندپی، وزارت دفاع بریتانیا و بی‌ای‌ئی سیستمز امضا شد.
شناورهای این کلاس حدود ۶۵۰۰۰ تُن وزن و ۲۸۴ متر طول دارند و بزرگ‌ترین کشتی‌های تاریخ نیروی دریایی بریتانیا هستند. در شرایط مختلف، تعداد هواپیماها بر روی این کشتی‌ها متفاوت است اما به‌طور معمول، حداکثر ۲۴ فروند و در شرایط خاص تا ۳۶ فروند اف-۳۵بی بر روی این دو کشتی حمل می‌شوند. بالگردهای مرلین نیز در دو نقش تدارکات و هشدار زودهنگام هوابرد روی این ناوها فعالیت می‌کنند.
جنگنده‌های اف-۳۵بی با روش برخاست کوتاه و فرود عمودی (STOVL) روی این ناوها نشست و برخاست می‌کنند.

## ویژگی‌ها
این کشتی‌ها که توسط رسانه‌ها، قانون‌گذاران و گاهی توسط نیروی دریایی سلطنتی با عنوان «ابر ناو» توصیف می‌شوند، تقریباً با وزن ۶۵٬۰۰۰ تن (۶۴٬۰۰۰ تن بزرگ؛ ۷۲٬۰۰۰ تن کوچک) جابه‌جا می‌شوند که تقریباً سه برابر ناوهای نسل قبل خود (کلاس اینوینسیبل) است. آن‌ها بزرگ‌ترین کشتی‌های جنگی هستند که تاکنون در بریتانیا ساخته شده‌است.

## انتخاب هواپیما
در ۱۷ ژانویهٔ ۲۰۰۱، بریتانیا یک یادداشت تفاهم (MoU) با وزارت دفاع ایالات متحده (DoD) برای مشارکت کامل در برنامهٔ پروژهٔ جنگندهٔ تهاجمی مشترک (JSF) امضا کرد و JSF را به عنوان FJCA تأیید کرد. این امر باعث شد بریتانیا در طراحی هواپیما و انتخاب بین لاکهید مارتین ایکس-۳۵ و بوئینگ ایکس-۳۲ شرکت کند. در ۲۶ اکتبر ۲۰۰۱، وزارت دفاع اعلام کرد که لاکهید مارتین برندهٔ قرارداد JSF شده‌است.

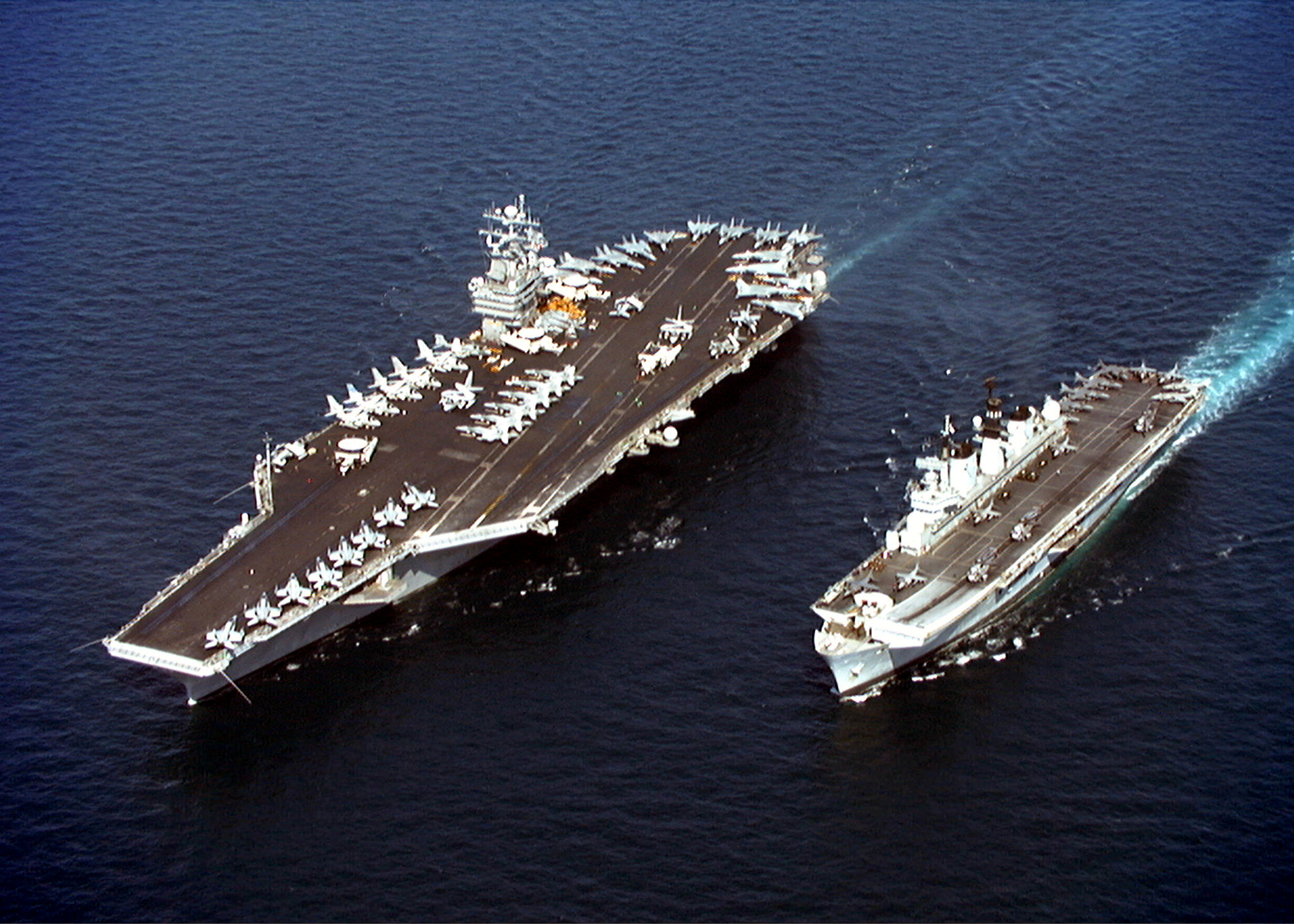
درحالی‌که هواپیمابرهای کلاس ملکه الیزابت از نظر طول به هواپیمابرهای کلاس نیمیتز (سمت چپ) نزدیک‌تر هستند، آن‌ها فقط حدود دو سوم توان جابه‌جایی وزن آن‌ها را دارند. اما آن‌ها سه برابر کشتی‌های هواپیمابر نسل قبل (کلاس اینوینسیبل) توان جابه‌جایی وزن دارند (راست)